# PDCE
PDCE（Papagayos Deionized Charge Electrostatics （スペイン語）とは、避雷針の一種で、建築物や電気設備を雷・落雷から保護する仕組みのひとつ。

## 歴史
アンドラ国のINT社、Angel Rodriguez氏により発明され、2005年サンコーシヤにより初めて日本国内に持ち込まれたものの、その普及は停滞していた。その状況を改善すべく、2010年に（株）落雷抑制システムズが発足し、2024年には4,100台を超えるまでの実績を達成し、それに伴い効果も実績と共に認められてきている。製造は（株）落雷抑制プロダクツ（茨城県）により全て国内生産で行われている。

## 解説
社会的な背景の変化
今までの避雷針が落雷を積極に呼び寄せるためのもので「雷を避ける針」という表記ではあるが、実際に雷を避けるものではなく、字義とは逆に避雷針へ雷を呼び寄せ、雷を被る、いわば「被雷針」で発明されたのは約270年前のことであった。270年前と言えば、日本では江戸幕府の第９代将軍徳川家重の時代であり、電気への依存などエジソン氏による白熱電球の140年も前の事なので落雷による電気的な影響など皆無の時代であった。
社会システムの安定稼働は、電子/電気機器により支えられていて、強力な雷電流こそが社会の安定を乱す現況になっていることが多く、雷電流など受けない事が望ましいとの理解が広まっている。理屈の点では、雷電流はアースされていて、地面深くに流入することを期待していても、雷雨の時には道路が冠水するくらいの大雨を伴い、地面の表面がほぼ「水」の状態である。日本での電力の配電方式は、TT式と呼ばれ、2極のプラグの片側はアースで接地されているので、地面を流れる逆流雷と呼ばれる雷電流にとっては「家宅侵入」するのは容易である。
避雷針という言葉は、世間に広く定着しているが、法律的には存在せず、「避雷設備」として、雷を受ける「受雷部」、雷電流を伝える「引下げ導線」、そして地中での「接地」の3つの部分から構成され、「避雷針」というのは「受雷部」の事を意味する。PDCEもこれを設置したら、直撃雷を完全に排除するというのではなく、今までの避雷針に比べれば、落雷を受け難いというだけの受雷部であり、雷撃を受けた場合に安全に雷電流を地面に拡散するという点では、JIS規格に沿った単なる受雷部である。
落雷を発生させ難いというのは、従来の落雷を積極的に呼び込む突針型を否定するものではない。時代背景の違いで突針型避雷針が発明された270年前は、エジソン氏が電気を実用化する約130年も前の事で、それからさらに約140年を経過し社会は多くの電気/電子機器で支えられる現在、雷電流など積極的に呼び込むことは危険と言わざるを得ない。落雷に限らず、「防御」の一般的な考え方は、まず、第一に発生させないようにし、それを突破してきた場合には二次的な手段を講じるのが普通の考え方である。
JIS規格とPDCE
PDCEについて「JIS規格への適合をしていない」という誤解があるが、避雷設備の目的である「雷撃を受けた時に安全に雷電流を地面に拡散する」という目的はそのままで、JIS規格に適合するものである。ただ、今までの受雷部と異なるのは、積極的に落雷を招かないという点であるが、大自然を相手に「落雷を受けない」などと大言壮語しているのではなく、受け難いことを目指しているが大きな雷撃に対しては落雷を受けるのは当然である。また、JIS規格で規定されている材質、その厚さについては当然、これを満たしている。
PDCE避雷針の原理
避雷設備を語る前に、落雷がどのようにして発生するのかを理解する必要がある。落雷と聞けば、上空から一方的に落雷が降りて来るものと理解推している方が多いが、上空から地面に向かう稲妻は一直線ではなく、ギザギザの経路をたどる。これは、上空から一度にジャンプ可能な放電距離は、電流値に依存するが、せいぜい100m程度であり、放電が進みながらある距離にまで到達すると放電点の先端の電荷は消失してしまう。すると雷雲から電荷が補給され、放電点の先頭から、再度、放電が始まる。次にたどり着く放電点の先頭は必ずしも一直線状に伸びるのではなく、近傍の放電し易い場所を狙ってジャンプし、その繰り返しが、ギザギザの軌跡を生じる。
これが100mをジャンプすると想定して、100m先の受雷部（避雷針）の先に命中するであろうか？受雷部の大きさを仮に1mmとすると標的と距離の比は1mm: 100m(100 x 1000mm) で1:10万となるが、人間界でこの種の作業が最も上手な狙撃手の場合、10cmの的を2km先から狙うことができるそうで、この時の標的と距離の比は10cm : 2000 x 100cm となり、1対2万である。人間が行う射撃の精度が1:20,000 であるのに、自然界の精度がこの5倍も良い1:1000,000　で行うことは考え難く、100m先の標的に一方的に命中させるのではなく、受雷部の先端から上空に向かう「お迎え法」と雷雲から大地に向かう「先行放電」は、極性が逆であり、互いに引き合って結びつき、放電路を形成し、そこに雷雲から大きな電荷が流れると理解する方が合理的である。
避雷針は棒状の導体であり、保護対象とする建築物などの先端部分に設置される。落雷時にはこの部分に稲妻を呼び込み、接地に導くことによって、当該建築物などの被害を防ぐことを目的とし、また、この避雷針を改良し、雷を呼び寄せる雷ストリーマを素早く放出し、広い範囲をカバーできる避雷システムが開発されている（ESE: Early Streamer Emission、早期ストリーマ放出型避雷針）。また、「受雷針」という名前で、突針の先端を改良し、効果を高めたものや、水平方向に伸ばした傘型避雷針も開発されている。
これに対し、PDCE避雷針の場合は、落雷を呼び込むこと自体が２次被害を招くことから、なるべく落雷を招きにくい構造としている。そのためには、「お迎え放電」を発生し難くすることが、落雷を招き難くする事と考え、上下電極を半球状の形状とし、この間を電気的には絶縁し、機械的には固定する構造をとなっている。これらは全て、放電実験で確認された事実である。
フランス規格（NF C-17） 避雷針の性能比較による試験
試験というのは、各社が勝手に自己の施設で行うものではなく、試験設備、試験方法、評価方法について一国の最高の知見を集めた工業規格に規定された設備で行い、評価されるべきものであるが、残念ながら日本のJIS規格にはそれがないので、設備をフランス国内の設備を用いてフランス規格で試験を行っている。 
ここでは、最初に標準的な通常避雷針を用いて、放電電圧は、その日の湿度、気温、エアロゾルの状況などで変化し、一定ではない。ここでは、最初に放電が100%発生する、その日の放電電圧を求め、次に試験対象と比較する。欧州では、避雷針への改良が多々あり、なるべく早く、低い放電電圧で放電するモノであれば、受雷する性能が良い、反対にPDCEの様に、標準避雷針で放電する電圧よりも高い電圧まで放電しなければ、放電し難い、落雷を受け難い避雷針という事になる。

実験1：同じ高さの、通常の先端が尖った避雷針と半球状の避雷針の比較
結果：同じ放電電圧の下では、先端が鋭利な避雷針に先に放電が発生する
実験2：同じ高さの2つの先端が鋭利な避雷針の比較で、片方は大地（グランドプレートに直結し、片方はグランドプレートと避雷針の間にキャパシタを挿入しておく
結果：地面との間にキャパシタがあると、その内部で放電破壊が生じるまで、お迎え放電が発生しないため、地面と直結した方が先に放電する。
これらは、推測や憶測ではなく、全て実験で確認された事実に基づいた説明である。この二つの確認された事実により、PDCEは、上面に半球状の電極を備え、絶縁された状態で下部電極に固定された構造を備える
上記の２点から
１）	上部を半球状の形状にした電極　と
２）	下部電極の間に空間を設け
３）	上下電極を節煙物で機械的に固定
これにより、PDCEの基本形となり、電極の大きさ、材質などの違いで数機種を用意した。PDCEの構造は、お迎え放電を発生し難くするという実験で確認された構造である。
PDCEに実機についても、当然、フランス規格に基づいた試験をしている。通常の突針型避雷針とPDCEを並べて同じ電圧を印加した場合、通常避雷針にのみ放電し、PDCEには放電しない。
しかしながら、室内の放電試験は自然環境とは次の点で異なる。
１）	室内なので放電距離に制限があり、自然界よりも圧倒的に短い
２）	自然界では雷雨の中での放電であるが、室内環境はドライである
という事で、室内での試験だけでなく、実際に屋外での実証試験も行っている。

PDCEの屋外実証試験
青森県の日本海側　深浦町にある風力発電施設で、落雷対策として風力発電の設備の両側に高さ92mのタワーを建て、この2つのタワーの間に張った架空地線でブレードへの落雷を吸収する事を目指している。このタワーの片方をお借りし、タワーの一番上に通常避雷針とPDCEを同じ高さで1mの隔離距離をとり、そこにロゴスキーコイルと雷サージカウンターを取付け、５年間にわたって落雷数を実測した。
通常の突進型避雷針とPDCE－Magnum型それぞれの下部にあるロゴスキーコイルの電流を中央の雷サージカウンターで記録し、夏の雷シーズンが終わる10月頃と、冬の雷シーズンが終わった5月後の年２回データを取集する試験を5年に渡って行った。
深浦町では通常避雷針とPDCEの比較試験を行ったが、PDCE自体の設置台数が増えると、それだけで実証試験のようなものであり、一番大規模な設置事例としては、営業キロ数が80数キロメートルの鉄道にPDCEが800基以上、設置されている。ほぼ100mおきに設置されているこの鉄道施設への直撃雷事故は、この10年、発生していない。
落雷抑制に対する疑問
PDCEを設置すると、その近傍での落雷被害が増えるのではないか？との質問はよく寄せられるが、
①	PDCEの効果は、「お迎え放電を出さない事で、落雷を自分自身に招かない」というのが第一で、太平洋上での激しい雷雨の中、地球深部探査船「ちきゅう」で撮影された写真によれば、落雷はデリック上部に設置されたPDCEに接近せずに素通りしている。このデリックの高さは海面から120mあり、120mと言えば約40階程度であるから、大都市には珍しくない高さであるが、この場所は太平洋上で、海面で高さ120mというのは、世界一の高さで落雷には絶好のターゲットであるが、この上にはPDCEが設置されているが、落雷はこの上空を通り越している。
②	落雷してきた雷撃点の先端がPDCEの上部電極と同じ極性であるので、反発するのかという点について、反発というより、標的にならないという程度の話であり、PDCEに溜まったエネルギーは、海面からの電荷だけであるからエネルギーも低く、①で説明したように距離もありPDCEにまで向かってきてそこ、相撲のウッチャリを書けるように斥力が作用して反発するという事もあり得ない。
③	落雷しなかった雷はどこに行ってしまうのか？という質問は良く受けるが、放電は放電し易い所で発生し、雲の中、雲と雲の間で8割、地面に落ちるのは2割と観測されている。もし、地上に放電し難ければ上空での放電が増えるだけの事である。
また、実際の設置場所においても、例えば鉄道路線の設置実績では、線路への落雷は無くなったが線路付近での沿線での落雷が増えたなどの苦情は、沿線住民から全く寄せられていない。

PDCEの種類
開発された時系列に従い、どのような物かを解説する
PDCE-Magnum
2006年に開発されたステンレス【SUS-316L】のもでるで、精密鋳造で作られているため重量は約10kgあるが、耐久性に優れたモデルである。電極サイズは240ｍｍ
PDCE-Junior
Magnumよりは、軽量で廉価な事を目指し、材質はSUS304でMagnumよりは少しい小ぶりな電極サイズ200ｍｍのモデル。重量はMagnum の半分の約5kg
PDCE-Baby
神社のご神木の保護を求められ、重量を Junior のさらに半分の約2kg、としたSUS304のモデル。電極の大きさは直径120ｍｍ
PDCE-HT300
煙突への落雷対策で高温の排煙の近傍でも構造的な支障をきたさぬよう内部の上下電極の固定にセラミックを用い、300℃でも壊れない構造を実現。材質はSUS316L 電極サイズは240ｍｍ,重量約12㎏
PDCE-HT500
ＨＴ300を更に発展させ、上下電極の固定はセラミック材料を勘合することで500℃に耐える構造とした。材質はSUS316L,重量は約13㎏
PDCE-2020
オリンピック組織委員会から2020年の東京オリンピック・パラリンピックの会場で、入場を待つ観客を天候が急変して雷雨が接近した場合に保護できるようにとのことで開発された

Manum, Junior, Baby　の各モデルには、金属光沢のつや消しを施した環境モデルである EV 。さらに、振動の多い場所で用いる場合には耐震同棲を高めた Marine モデルを派生型として用意している。

保護範囲
今までの針型避雷針と比べ、PDCEの保護範囲は実証的には広いのではあるが、これは公的に認められたものではなく、また、そのような測定も不可能である。建築基準法で避雷設備が求められている場合には、今までの避雷針と同列に扱うことが必要であり、「PDCEを使用すれば、現在5本設置している通常避雷針の本数を2本に削減できないか？」などの質問は多いが、その建物を建てる条件で5本の避雷設備が必要であったなら、どのような製品を使用しても5本が必要である。ただし、建築基準法による避雷設備が必要でない場合にはこの限りに無く、製品で規定された保護範囲で設計しても問題はない。